# 旱生溲疏
旱生溲疏（学名：Deutzia calycosa var. xerophyta）为虎耳草科溲疏属下的一个变种。

## 扩展阅读
- 維基物種上的相關：旱生溲疏